# Joana Maria Ginard Ferrer
Joana Maria Ginard Ferrer és una poeta balear dels anys 60 del segle xix.
Joana Maria Ginard Ferrer és una de les dones que fou motivada a iniciar-se en la poesia per part de Josep Lluís Pons i Gallarza, qui organitzava vetllades literàries tant en la seua pròpia casa com en els salons de l'Ateneu Balear. Un primer nucli estigué format per: Joana Maria Ginard, Margalida Caimari, Manuela de los Herreros, Marcel·lina Vinent i Angelina Martínez.
Participà en 1869 en la sessió de lectura poètica organitzada, en l'Ateneu, per homenatjar al dramaturg José Zorrilla, que en aquell any visità per uns dies l'illa de Mallorca. També hi participaren Angelina Martínez, Margalida Caimari i Manuela de los Herreros, a més de companys poetes i el propi Zorrilla.